# Estadio Emilio Fabrizzi
El estadio Emilio Fabrizzi es el estadio de la Asociación Cultural y Deportiva Altos Hornos Zapla en Palpalá, Jujuy, Argentina. Tiene una capacidad de 20.000 espectadores.
El estadio sirve de escenario principal para diversos torneos nacionales, entre ellos, el Torneo Federal A, Torneo Argentino B y la Copa Argentina.
El estadio lleva el nombre de Emilio Fabrizzi, en honor al coronel Emilio Fabrizzi.

## Historia
En su apertura alcanzaba solo 1700 espectadores sentados. Más tarde, en 1974 se logró construir 3 tribunas a los lados restantes. teniendo la capacidad de 15 000 espectadores.
En 2001 hasta 2008 se reemplazaron las torretas de luces, mejorándolas con otras de 12 luces en el estadio. Reemplazaron 4 de las 6 torretas de luces, dándole mejor iluminación en partidos nocturnos. Más tarde juntaron todas las tribunas e inauguraron la tribuna "Delta" para los locales, y en el espacio sobrante se colocaron nuevas cabinas de transmisión, dándole, el total de 18 000 espectadores al estadio.

### Remodelación
En junio de 2014 el Estadio Emilio Fabrizzi mejoran las obras de Municipalidad de Palpalá para las paredes, tribunas y luces y serán la capacidad de 25 000 personas. A mediados del mes de abril, el club fue beneficiado con $ 1 700 000 para obras de remodelación.
| Fecha          | Local              | Resultado | Visita                | Capacidad (Total) | Torneo                |
| -------------- | ------------------ | --------- | --------------------- | ----------------- | --------------------- |
| 2001           | Altos Hornos Zapla | 2:2       | Talleres de Perico    | 11 000 (15 000)   | Liga Jujeña           |
| 2008           | Altos Hornos Zapla | 4:1       | Deportivo Villazón    | 18 322 (20 000)   | Amistoso              |
| Agosto de 2014 | Altos Hornos Zapla | 0:2       | Central Córdoba (SdE) | (20 000)          | Torneo Federal A 2014 |